# Joe Penner
Pour les articles homonymes, voir Penner.
Joe Penner, né József Pintér le 11 novembre 1904 en Autriche-Hongrie et mort le 10 janvier 1941 à Philadelphie, est un acteur américain de vaudeville, de cinéma et de radio.

## Biographie

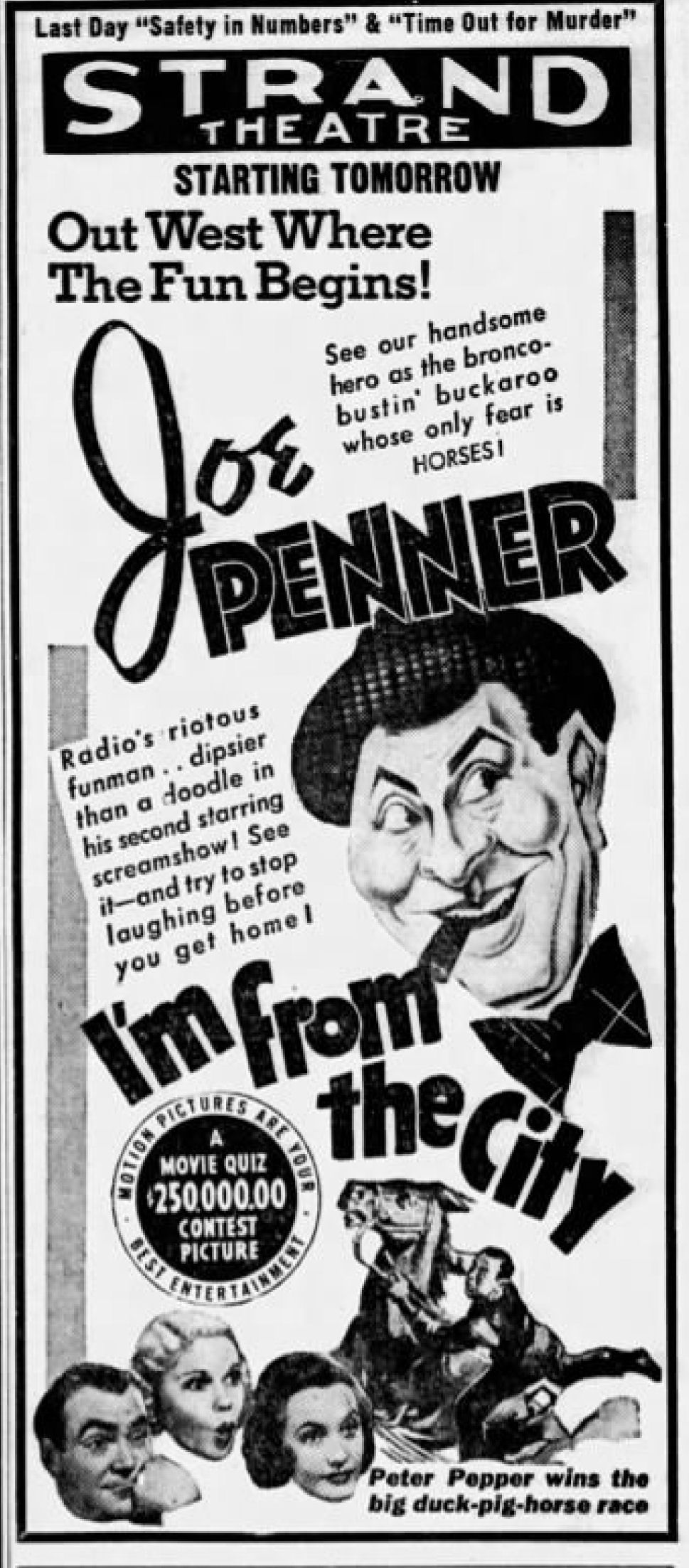
Joe Penner à l'affiche d'une pièce de théâtre.

Né à Nagybecskerek en Autriche-Hongrie (à présent Zrenjanin en Serbie) en 1904, il est enregistré sous le nom Josef Pinter lors de son immigration à New York via Ellis Island en 1907 avec sa sœur et leur accompagnatrice. Ils s'installent en Indiana, où il fait ses premiers pas au théâtre. En 1917 il se produit déguisé en Charlot et gagne 38 cents par semaine. Il poursuit sa carrière dans des pièces burlesques et des vaudeville, et se produit à Chicago en 1926. Sa première apparition au cinéma est dans un film de Norman Taurog intitulé College Rhythm en 1934. Il se lance à la radio, et est élu meilleur comédien de radio en 1934. En 1936 il a sa propre émission sur CBS, The Joe Penner Show, en collaboration avec le scénariste Harry Conn. Il était connu en particulier pour sa réplique culte « You wanna buy a duck? »,. Il meurt d'une crise cardiaque durant son sommeil à Philadelphie à l'âge de 36 ans, et est enterré à Forest Lawn Memorial Park, Los Angeles. Il a son nom sur le Hollywood Walk of Fame en tant que personnalité de la radio.

## Filmographie
- 1934 : College Rhythm
- 1936 : Collegiate
- 1937 : The Life of the Party (en)
- 1938 : Mr. Doodle Kicks Off (en)
- 1938 : Gangster d'occasion (Go Chase Yourself)
- 1939 : The Day the Bookies Wept
- 1940 : The Boys from Syracuse
- 1940 : Millionaire Playboy (en)